# Dekanat Hainburg
Dekanat Hainburg – jeden z 17 dekanatów rzymskokatolickich wchodzących w skład wikariatu Unter dem Wienerwald archidiecezji wiedeńskiej w Austrii. W jego skład wchodzi 12 parafii. 

## Lista parafii
| Lp. | Miejscowość                     | Parafia                                        | Kościół                                                                | Grafika |
| --- | ------------------------------- | ---------------------------------------------- | ---------------------------------------------------------------------- | ------- |
| 1   | Bad Deutsch-Altenburg           | Parafia Wniebowzięcia Najświętszej Maryi Panny | Kościół Wniebowzięcia Najświętszej Maryi Panny w Bad Deutsch-Altenburg |         |
| 2   | Berg bei Wolfsthal              | Parafia św. Anny                               | Kościół św. Anny w Berg bei Wolfsthal                                  |         |
| 3   | Deutsch-Haslau                  | Parafia Trójcy Przenajświętszej                | Kościół Trójcy Przenajświętszej w Deutsch-Haslau                       |         |
| 4   | Hainburg an der Donau           | Parafia Świętych Apostołów Filipa i Jakuba     | Kościół Świętych Apostołów Filipa i Jakuba w Hainburg an der Donau     |         |
| 5   | Rohrau-Hollern                  | Parafia św. Heleny                             | Kościół św. Heleny w Rohrau-Hollern                                    |         |
| 6   | Bad Deutsch-Altenburg-Hundsheim | Parafia Trójcy Przenajświętszej                | Kościół Trójcy Przenajświętszej w Bad Deutsch-Altenburg-Hundsheim      |         |
| 7   | Maria Ellend                    | Parafia Matki Bożej Różańcowej                 | Kościół Matki Bożej Różańcowej w Maria Ellend                          |         |
| 8   | Petronell-Carnuntum             | Parafia św. Petronelli                         | Kościół św. Petronelli w Petronell-Carnuntum                           |         |
| 9   | Prellenkirchen                  | Parafia Ducha Świętego                         | Kościół Ducha Świętego w Prellenkirchen                                |         |
| 10  | Regelsbrunn                     | Parafia św. Mikołaja                           | Kościół św. Mikołaja w Regelsbrunn                                     |         |
| 11  | Regelsbrunn-Scharndorf          | Parafia św. Małgorzaty                         | Kościół św. Małgorzaty w Regelsbrunn-Scharndorf                        |         |
| 12  | Wolfsthal                       | Parafia św. Jakuba Starszego                   | Kościół św. Jakuba Starszego w Wolfsthal                               |         |